# Žubrica
Žubrica is een plaats in de gemeente Suhopolje in de Kroatische provincie Virovitica-Podravina. De plaats telt 119 inwoners (2001).